# Световна рецесия (2008 – 2009)
Световната рецесия е период на спад на брутния световен продукт през 2008 – 2009 година, оценяван като най-тежката глобална икономическа криза след Втората световна война.
Началният и краен момент на рецесията е трудно да бъде определен. Международният валутен фонд определя като година на глобална рецесия само 2009 година. За страните от Г-20, на които се пада 85% от световния продукт, рецесията продължава от третото тримесечие на 2008 до първото тримесечие на 2009 година, а в Съединените щати, най-голямата засегната от рецесията икономика, периодът е от декември 2007 до юни 2009 година.
Рецесията засяга най-вече развитите страни, докато в голяма част от развиващите се страни растежът продължава, като предкризисните нива на световния продукт бързо се възстановяват. Възстановяването в по-тежко засегнатите страни продължава по-дълго – така в Съединените щати предкризисното ниво на брутния вътрешен продукт е достигнато в средата на 2011 година, а в България – в края на 2014 година.